# Vahva sõdur Joosep Toots
Vahva sõdur Joosep Toots (zu deutsch Der tapfere Soldat Joosep Toots) ist der Titel eines estnischen Stummfilms aus dem Jahr 1930.

## Film
Die abendfüllende Komödie schildert in neun Teilen das Soldatenleben in verschiedenen Einheiten der Streitkräfte – von der Einberufung zur Wehrpflicht bis zur Entlassung aus dem Militärdienst. Das Landei Joosep Toots wird dabei durch die harte Schule des Militärs zu einem anderen Menschen.
Das Drehbuch stammte von Alfred Rüütli. Es wurde von dem beliebten Volksschriftsteller Oskar Luts redigiert, der bereits an dem Stummfilm Noored kotkad (1927) beteiligt gewesen war. Luts' humoristische Erzählweise und sein volkstümlicher Stil fanden beim estnischen Publikum großen Anklang. Regie für den Film führte Luts' älterer Bruder Theodor.
Der Film wurde als Werbung für die estnischen Streitkräfte hergestellt. Die Dreharbeiten fanden mit Unterstützung des estnischen Heeres und der Marine statt.
Der Film gilt als verschollen.